# Подорож товариша Сталіна в Африку
«Подорож товариша Сталіна в Африку» (груз. «ამხანაგ სტალინის მოგზაურობა აფრიკაში») — радянський художній фільм, знятий в 1991 році на кіностудії «Грузія-фільм».

## Сюжет
Коли взимку 1953 року здоров'я Сталіна сильно похитнулося, «нагорі» вирішили знайти йому двійника, щоб той міг бути присутнім на мітингах і парадах. Ним став провінційний і богобоязливий грузинський єврей Мойсей Пічхадзе, який живе в Боржомі і працює на скляному заводі. Його поселили в порожньому будинку в горах і стали з ним «працювати». Але коли вождь помер, двійник став небезпечний — адже йому довелося дізнатися те, чого він не повинен був знати. Так ще один громадянин СРСР пропав безвісти…

## У ролях
- Рамаз Чхиквадзе — Сталін / Пічхадзе
- Жанрі Лолашвілі — Ілля Ілліч Гоголадзе
- Зураб Кіпшидзе — Ісмаїлов
- Сосо Лагідзе — шофер
- Олена Костіна — Соня
- Грігорас Карантінакіс — кінооператор
- Рамаз Гіоргобіані — лейтенант НКВД
- Баадур Цуладзе — учасник хора

## Знімальна група
- Режисер — Іраклій Квірікідзе
- Сценарист — Іраклій Квірікідзе
- Оператор — Денис Євстигнєєв
- Художник — Георгій Мікеладзе